# Kenny Williams (ur. 1969)
Kenneth Ray „Kenny” Williams (ur. 9 czerwca 1969 w Elizabeth City) – amerykański koszykarz, występujący na pozycji skrzydłowego.
W 1988 został wybrany do I składu Parade All-American oraz USA Today's All-USA. Wybrano go także najlepszym zawodnikiem szkół średnich stanu Karolina Północna (North Carolina Mr. Basketball). Wystąpił też w meczu gwiazd amerykańskich szkół średnich - McDonald’s All-American.

## Osiągnięcia
Na podstawie, o ile nie zaznaczono inaczej.
Drużynowe
- Mistrz Izraela (2005)
- Wicemistrz Izraela (1999, 2001)
- Zdobywca pucharu Izraela (2005)
- Finalista pucharu Izraela (1999, 2000, 2001)

NBA
- Uczestnik konkursu wsadów podczas NBA All-Star Weekend (1991 – 5. miejsce)